# Číčenice
Číčenice är en ort i Tjeckien.   Den ligger i regionen Södra Böhmen, i den centrala delen av landet, 100 km söder om huvudstaden Prag. Číčenice ligger 404 meter över havet och antalet invånare är 444.
Terrängen runt Číčenice är platt åt nordost, men åt sydväst är den kuperad. Runt Číčenice är det ganska glesbefolkat, med 34 invånare per kvadratkilometer. Närmaste större samhälle är Písek, 18,3 km norr om Číčenice. Trakten runt Číčenice består till största delen av jordbruksmark.